# Grade (matériau)
Pour les articles homonymes, voir Grade.

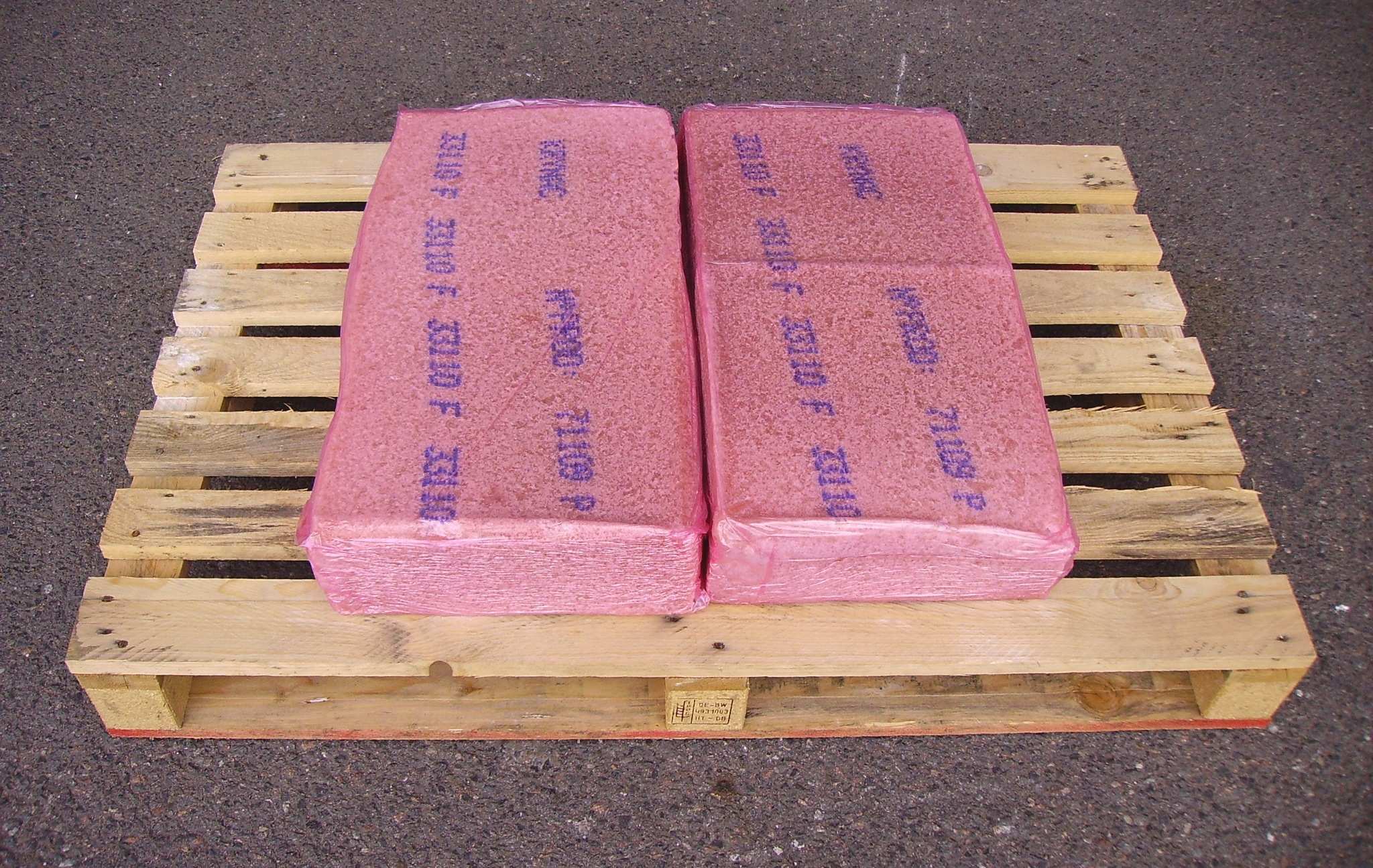
Balles de NBR, grade à 33 % de motifs acrylonitrile.

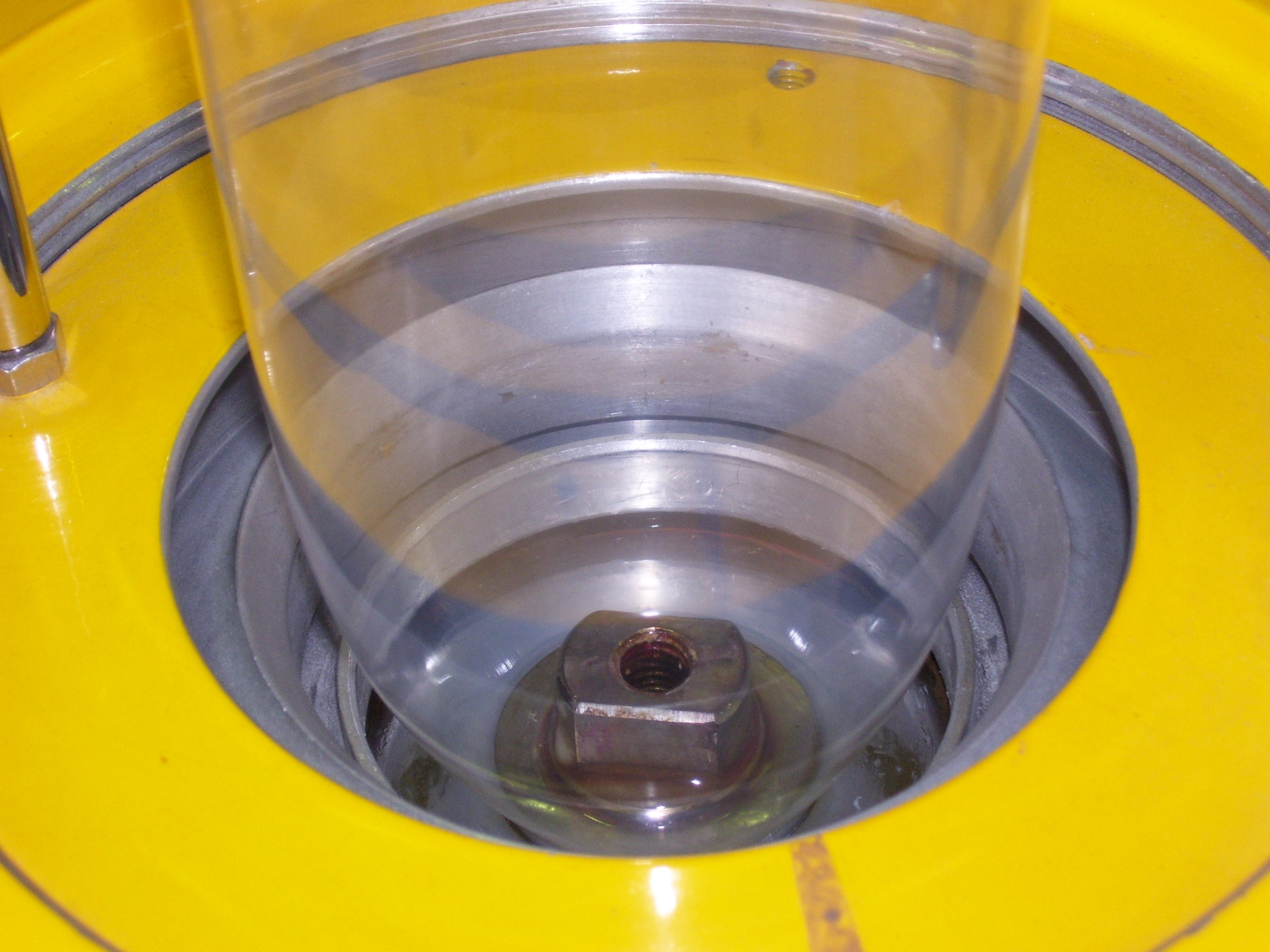
Film en bioplastique obtenu par le procédé vertical d'extrusion-gonflage.

Pour certaines familles de matériau, en particulier les polymères, des secteurs professionnels tels les pétroliers, les producteurs de polymères (comprenant les caoutchoutiers), les compoundeurs et les laboratoires industriels ou universitaires, ont développé différents grades ou qualités adaptés à toutes sortes d'applications ou à des besoins particuliers en formulation. Au sein d'une (sous-)famille, un grade est un produit chimique ou un mélange (tel un compound) de caractéristiques spécifiées, souvent définies par des normes générales ou internes.

## Appellation
La nomenclature des grades est parfois normalisée, pour mieux les différencier. L'appellation diffère suivant le producteur.
Un grade peut être exprimé par un terme (sigle du produit considéré, code, nom commercial) suivi ou non de la valeur réelle d'un ou des paramètres caractéristiques (ex. : taux de « comonomère », d'ingrédient (constituant), viscosité). Par exemple, « Buna VSL 5025-1 HM » est le nom d'un grade d'un élastomère. Certains grades appartiennent par exemple à des séries 1000, 2000, 2100.

## Exemples
Voici, pour donner une idée de la diversité de l'offre, une liste non exhaustive de types de grades :
- chez les pétroliers[3], on distingue les huiles moteur monogrades (viscosité SAE 30W l'hiver…) et multigrades (synthétiques SAE 10W40 toutes saisons…) ;
- pour certains peroxydes tels le peroxyde de benzoyle, différents grades sont disponibles sur le marché (ex. : granulés quasi purs ou de pureté variable, pâte plus ou moins liquide, poudre ; un flegmatisant peut être ajouté) ;
- concernant les polymères, l'offre est pléthorique. Il peut exister plusieurs dizaines de grades d'un polymère[4]. Le tableau ci-dessous donne un aperçu des possibilités.

| Types de grades                       | Commentaires | Exemples |
| ------------------------------------- | --- | --- |
| Additivé                              | Formulé avec colorant, stabilisants (antioxydant, anti-UV, etc.), plastifiant, agents : glissant, gonflant, etc.                                                                 | PVC souple (plastifié). Voir aussi les additifs pour matières plastiques.                                               |
| Basse ; haute viscosité               | En fonction de la longueur des chaînes. Si basse viscosité : mélangeage facilité, grades liquides.                                                                               | Voir aussi Grade MFI.                                                                                                   |
| Basse ; haute viscosité               | En fonction de la consistance (viscosité) Mooney, exprimée en « points ». | Concerne les élastomères solides.                                                                                       |
| Thermostable (grade technique)        | Polymère chimiquement modifié ; additivé - prix élevé. | PEEK (produit thermoplastique très technique, à forte valeur ajoutée) chargé avec 30 % de fibre de carbone.             |
| Greffé ; additivé                     | Polymère greffé ; additivé. | Greffage de groupes polaires, pour la formulation d'adhésifs.                                                           |
| Incombustible                         | Intrinsèquement résistant à la flamme ; formulé avec ignifugeant(s). | Voir par exemple Indice limite d'oxygène.                                                                               |
| Renforcé de fibre ; renforcé de verre | Pour améliorer certaines propriétés thermomécaniques. | PEEK renforcé avec 30 % de fibre de carbone.                                                                            |
| « Cobalt » ; « lithium »              | En fonction du catalyseur de polymérisation utilisé. Le système catalytique influence la microstructure, donc certaines propriétés des différents polybutadiènes commercialisés. | Co-BR. |
| « Émulsion » ; « solution »           | En fonction du procédé de polymérisation utilisé. | Copolymère E-SBR. |
| -                                     | En fonction de la distribution des masses molaires. | Pour l'extrusion-gonflage (voir photo plus haut), une large distribution des masses molaires est nécessaire.            |
| Insaturé                              | En fonction du taux d'insaturation. | Copolymères IIR, SBR.                                                                                                   |
| Pré-réticulé                          | En fonction du taux de réticulation, qui est lié au taux d'insaturation. | Il existe des grades pré-réticulés (stabilité dimensionnelle plus élevée).                                              |
| -                                     | En fonction du taux de « comonomère ». La proportion des motifs modifie la réactivité, les propriétés physiques.                                                                 | Taux de « styrène » d'un E-SBR, d'un terpolymère ABS.                                                                   |
| -                                     | En fonction du taux de microstructure (1,4-cis-, 1,2-vinyl-, etc.), qui influence certaines propriétés.                                                                          | BR. |
| -                                     | En fonction de l'extension aux huiles et/ou au noir de carbone. | E-SBR à 75 pce de noir de carbone de type N330 (noir assez fin).                                                        |
| Très pur                              | Meilleur vieillissement, coloration plus faible, prix élevé. | Élastomère utilisé en isolation électrique.                                                                             |
| Alimentaire                           | Grade dépourvu de substances indésirables. | Emballage alimentaire en polyéthylène ; fabrication de chewing-gums à partir d'un grade de résine PIB sans additif BHT. |
| « Bio »                               | Nouveaux polymères, non traditionnels. Ils ne requièrent pas d'équipement de transformation spécifique.                                                                          | Bioplastique à base d'amidon de maïs (tel le PLA) ou de pomme de terre.                                                 |
| Grade TSR 20                          | Le grade le plus produit du caoutchouc naturel (NR d'usage général). | Utilisé pour la fabrication de pneus, tubes, bandes transporteuses, etc.                                                |

Si un grade particulier est recherché (par exemple un polyéthylène d'une certaine viscosité), il peut être nécessaire de consulter l'offre de plusieurs producteurs de matière plastique.
Pour obtenir un compromis de propriétés, le formulateur peut choisir un coupage de deux grades différents.